# Phillips Collection
The Phillips Collection (Kolekcja Phillipsa) – prywatna galeria sztuki w Waszyngtonie, założona w 1921 przez Duncana Phillipsa jako Phillips Memorial Art Gallery położona w obrębie Dupont Circle na przedmieściach Waszyngtonu. Specjalnością galerii są dzieła sztuki nowoczesnej.

## Historia
Galeria zawdzięcza swoje powstanie kolekcjonerowi sztuki Duncanowi Phillipsowi (1886–1966). Duncan był młodszym synem majora Duncana Phillipsa, przedsiębiorcy z Pittsburgha i weterana wojny secesyjnej oraz Elizy Laughlin Phillips, córki bankiera i współzałożyciela stalowni Jones and Laughlin. W 1895 rodzina Phillipsów przeniosła się do Waszyngtonu. W 1908 Duncan Phillips, razem starszym bratem Jimem, ukończył studia na Uniwersytecie Yale. W 1914 opublikował swoją pierwszą książkę na temat sztuki – The Enchantment of Art (Zauroczenie sztuką). Razem z bratem zaczął również kolekcjonować dzieła sztuki, otrzymując w 1916 na ten cel wsparcie finansowe od swoich rodziców. Śmierć ojca w 1917 i śmierć brata (z powodu grypy) w następnym roku były ciosem dla Duncana Phillipsa. W reakcji na te wydarzenia założył razem z matką muzeum, początkowo nazwane Phillips Memorial Art Gallery. W październiku 1921, tuż przed otwarciem placówki, Phillips ożenił się z artystką Marjorie Acker, z którą ściśle współpracował w czasie powstania muzeum. W następnych latach kontynuował pisanie o sztuce, a jako sponsor i kolekcjoner nawiązywał ścisłe kontakty z artystami i organizował liczne wystawy. Pełnił funkcję dyrektora Phillips Collection aż do swojej śmierci w 1966.
Phillips Collection to obecnie wyjątkowy zbiór dzieł sztuki nowoczesnej i współczesnej. Charakterystyczny budynek muzeum stanowi kompleks nowych, obszernych galerii połączonych z byłą posiadłością założyciela. Muzeum położone jest w tętniącej życiem dzielnicy Waszyngtonu Dupont Circle. Zakres tematyczny zgromadzonych eksponatów rozciąga się od dzieł impresjonistów (Auguste Renoir, Pierre Bonnard, Vincent van Gogh) do twórców XX-wiecznych (Mark Rothko, Georgia O’Keeffe, Richard Diebenkorn). Kolekcja nadal rozwija się dzięki zakupowi prac licznych artystów współczesnych.
Phillips Collection jest instytucją prywatną, której działalność jest finansowana z opłat za wstęp i za organizowane programy oraz z pomocy finansowej od darczyńców indywidualnych, firm, fundacji i z innych źródeł. W celu uatrakcyjnienia prezentowanych zbiorów organizowane są wystawy specjalne, a układ wystaw stałych ulega częstym zmianom. Muzealne Centrum Studiów Sztuki Nowoczesnej (Center for the Study of Modern Art) oferuje zwiedzającym inspirujące Rozmowy z artystami (Conversations with Artists), organizuje sympozja, wykłady i inne formy aktywności kulturalnej. Dopełnieniem oferty programowej Phillips Collection są niedzielne koncerty Phillips after 5 oraz programy edukacyjne dla studentów i wykładowców.
Nowy etap w historii muzeum stanowiło powołanie w grudniu 2007 na stanowisko jego dyrektora Dorothy M. Kosinski, absolwentki Uniwersytetu Yale i doktora Uniwersytetu Nowojorskiego, znanej specjalistki w zakresie sztuki XIX i XX wieku, mającej w dorobku publikacje na temat van Gogha, Duchampa, Rauschenberga, Johnsa i Courbeta. Kosinski w przeszłości była dyrektorem projektu „Matisse: Painter as Sculptor” („Matisse: malarz jako rzeźbiarz”) w Baltimore Museum of Art, a przed przyjściem do Phillips Collection była dyrektorem Dallas Museum of Art (od 1995). Jak stwierdziła po nominacji, jej przyjście do Phillips Collection było nieuniknione, natomiast prezes zarządu muzeum, George Vradenburg motywując jej wybór podkreślił, iż Kosinski posiada głęboką wiedzę na temat muzeum oraz ma klarowną wizję, w jaki sposób wprowadzić muzealną kolekcję sztuki w XXI wiek

## Zbiory
Na zbiory Phillips Collection składa się ponad 3000 prac obejmujących okres od francuskiego impresjonizmu i amerykańskiego modernizmu do sztuki współczesnej. Poprzez ekspozycję wybitnych dzieł w kameralnej atmosferze założyciel kolekcji Duncan Phillips zamierzał zapoznać zwiedzających z nowymi formami artystycznej ekspresji, czego efektem są dzieła sztuki z różnych epok i miejsc zestawione ze sobą na zasadzie wizualnego dialogu.
Duncan Phillips poprzez korespondencję i wizyty w pracowniach nawiązywał bliskie więzi z wieloma artystami. Zarazem jako mecenas i kolekcjoner okazywał im zasadniczą pomoc i wsparcie. Również i dziś muzeum kontynuuje zakupy dzieł artystów współczesnych (m.in.: Howard Hodgkin, Ellsworth Kelly, Susan Rothenberg i Leo Villareal).
Muzealna kolekcja obejmuje prace mistrzów amerykańskich (m.in.: Winslow Homer, Georgia O’Keeffe Mark Rothko John Marin, Alfred Stieglitz, Brett Weston) i europejskich (m.in.: Paul Cézanne, Honoré Daumier, Edgar Degas, Vincent van Gogh, Henri Matisse, Pablo Picasso, Paul Klee).
Phillips Collection posiada największą na świecie i zarazem najbardziej znaczącą kolekcję dzieł Arthura Dove'a i największy w Ameryce zbiór prac Pierre'a Bonnarda.

### Malarstwo europejskie

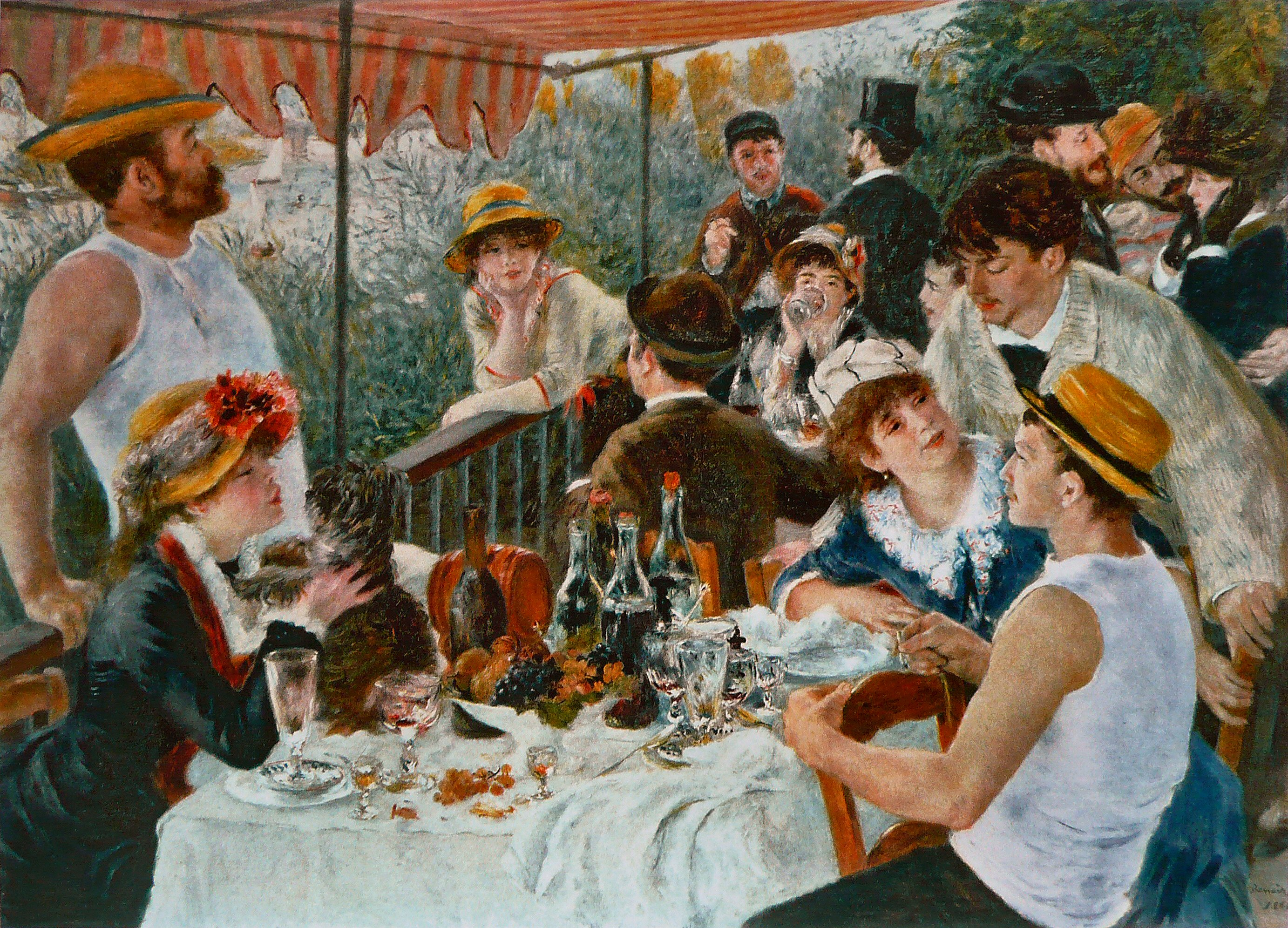
Auguste Renoir, Śniadanie wioślarzy, 1880–1881

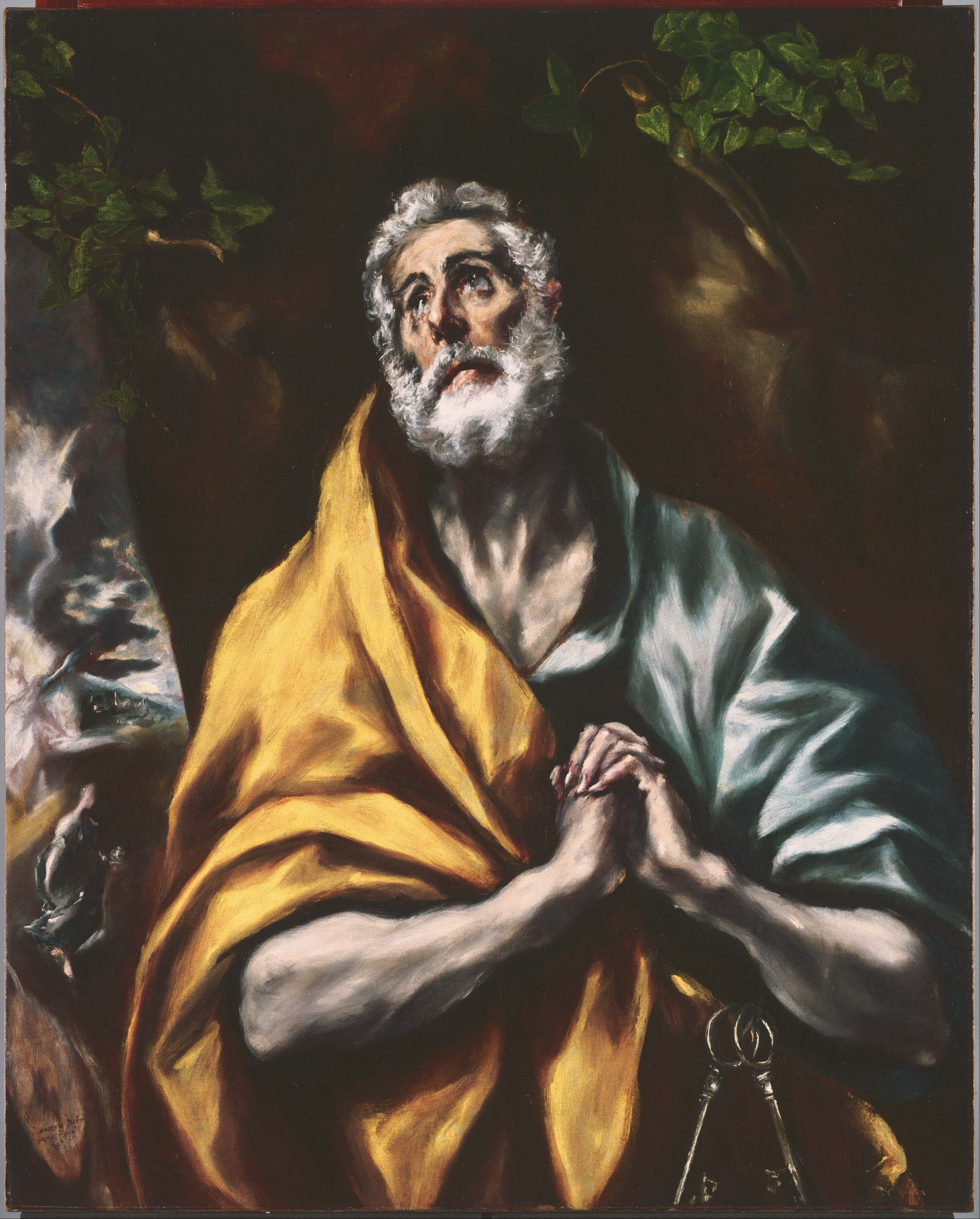
El Greco, Pokutujący św. Piotr, 1600–1605 lub później

Śniadanie wioślarzy pędzla Auguste'a Renoira pozostaje najbardziej znanym i najpopularniejszym dziełem sztuki w Phillips Collection, zgodnie z wyobrażeniami Duncana Phillipsa, który zakupił obraz w 1923. Płótno oddaje sielankowy nastrój panujący wśród przyjaciół Renoira, jedzących, popijających wino i rozmawiających na balkonie z widokiem na Sekwanę w restauracji Maison Fournaise w Chatou. Paryżanie przybywali do Maison Fournaise aby wynająć łodzie wiosłowe, zjeść dobry posiłek lub przenocować.
Obraz odzwierciedla również zmiany charakteru społeczeństwa francuskiego II poł. XIX w. Klientela restauracji pochodziła z wielu klas, m.in. spośród przedsiębiorców, artystów, aktorek, pisarzy, krytyków, szwaczek i dziewcząt pracujących w sklepach, tworzących razem nową paryską społeczność. Renoir przypuszczalnie namalował tę skomplikowaną scenę bez uprzednich szkiców czy podmalówki. Miesiącami dokonywał licznych zmian na płótnie, malując poszczególne postacie, wtedy, gdy miał dostęp do modeli, wzdłuż górnej krawędzi dodał pasiastą markizę. Pomimo poprawek i naniesionych zmian obraz stanowi wykwintne dzieło sztuki, cechujące się świeżością wizji swego twórcy.
Innym arcydziełem, będącym ozdobą kolekcji Phillipsa jest Pokutujący św. Piotr pędzla El Greca. Ten urodzony w Kandii na Krecie artysta przywędrował ok. 1568 do Wenecji, po czym w 1570 udał się do Rzymu, a stamtąd w 1577 do Hiszpanii, osiadając ostatecznie w Toledo i malując dzieła na zamówienie okolicznych kościołów i zakonów. El Greco wypracował bardzo oryginalny styl charakteryzujący się wydłużeniem postaci i migotliwym ruchem pędzla. Przywołując tradycje bizantyjskiego malarstwa ikonowego, El Greco przedstawił z bliska postać skruszonego świętego Piotra, przepełnionego wielkimi emocjami. Uderzającym szczegółem kompozycyjnym i kolorystycznym jest ukazana z lewej strony św. Piotra mała postać Marii Magdaleny, ubranej na biało, biegnącej od pustego grobu z wieścią o zmartwychwstałym Chrystusie.
Kiedy Duncan Phillips w 1922 kupował obraz El Greca do swojej kolekcji, uważał jego twórcę za „proroka nowoczesnego malarstwa”, wczesnego mistrza stylizacji, abstrakcji i radykalnej ekspresji, prawie niedoszłego Picassa.

#### Inne arcydzieła malarstwa europejskiego

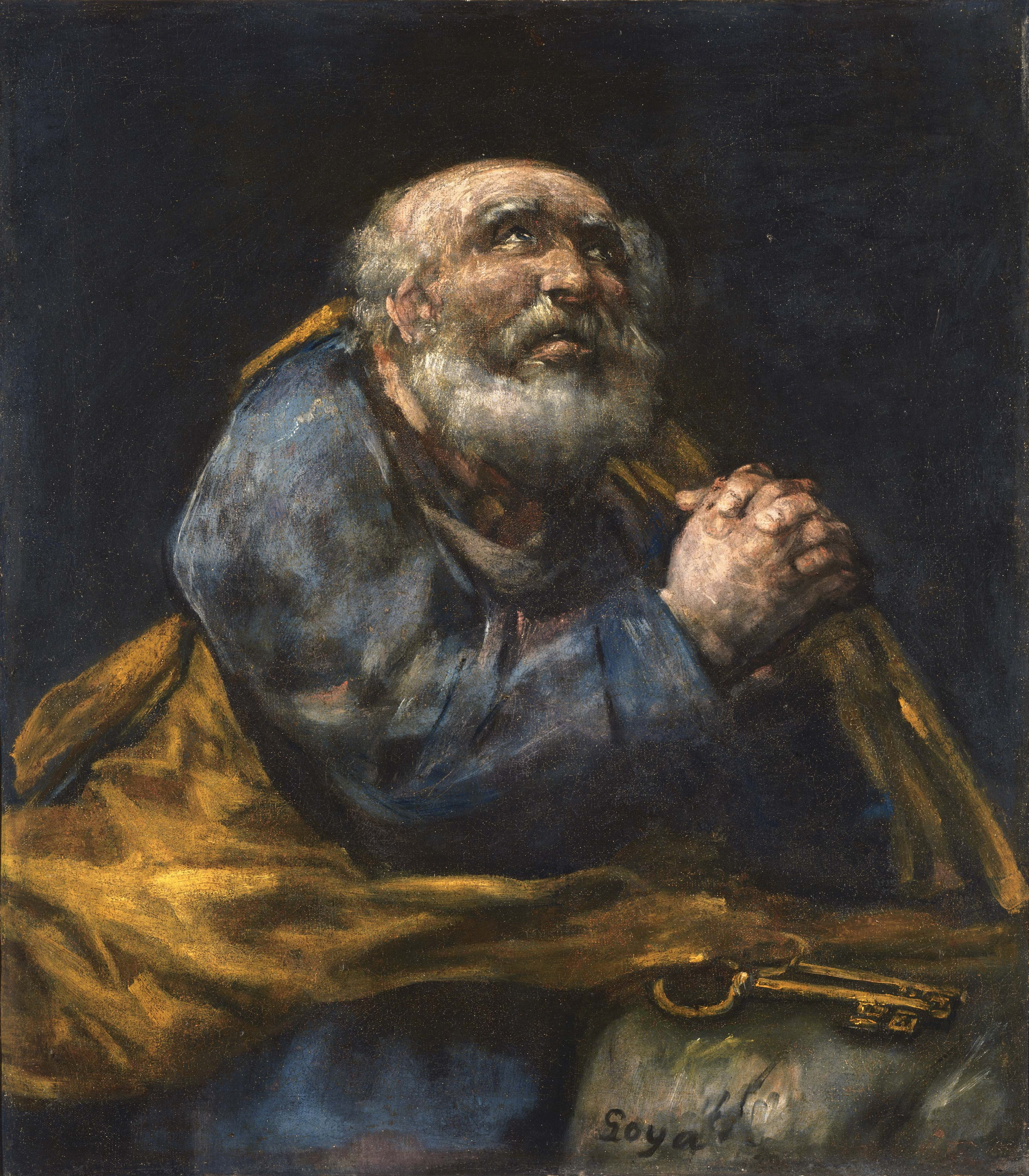
Francisco Goya, Pokutujący św. Piotr 1823–1825
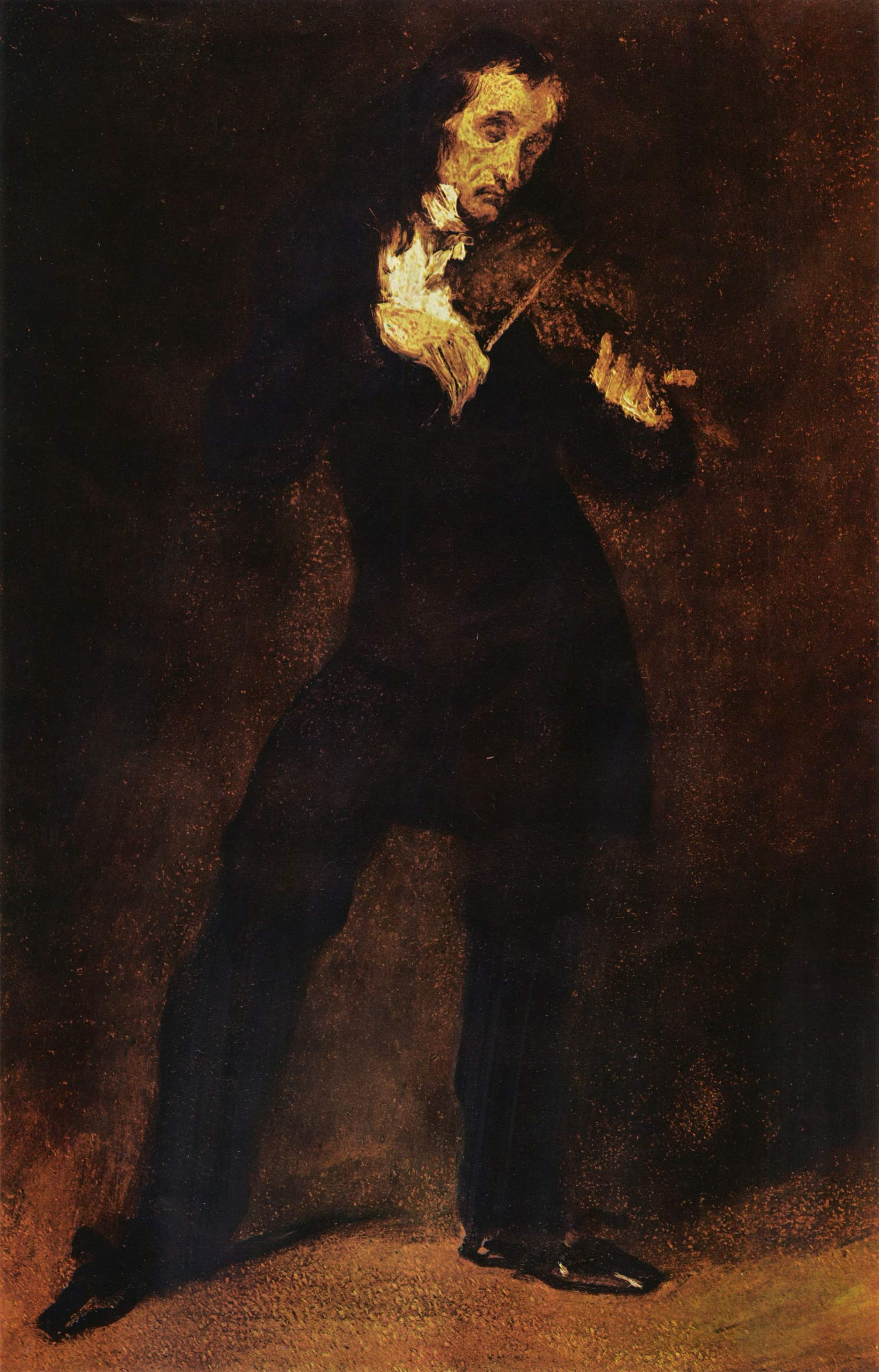
Eugène Delacroix, Portret Paganiniego, 1832
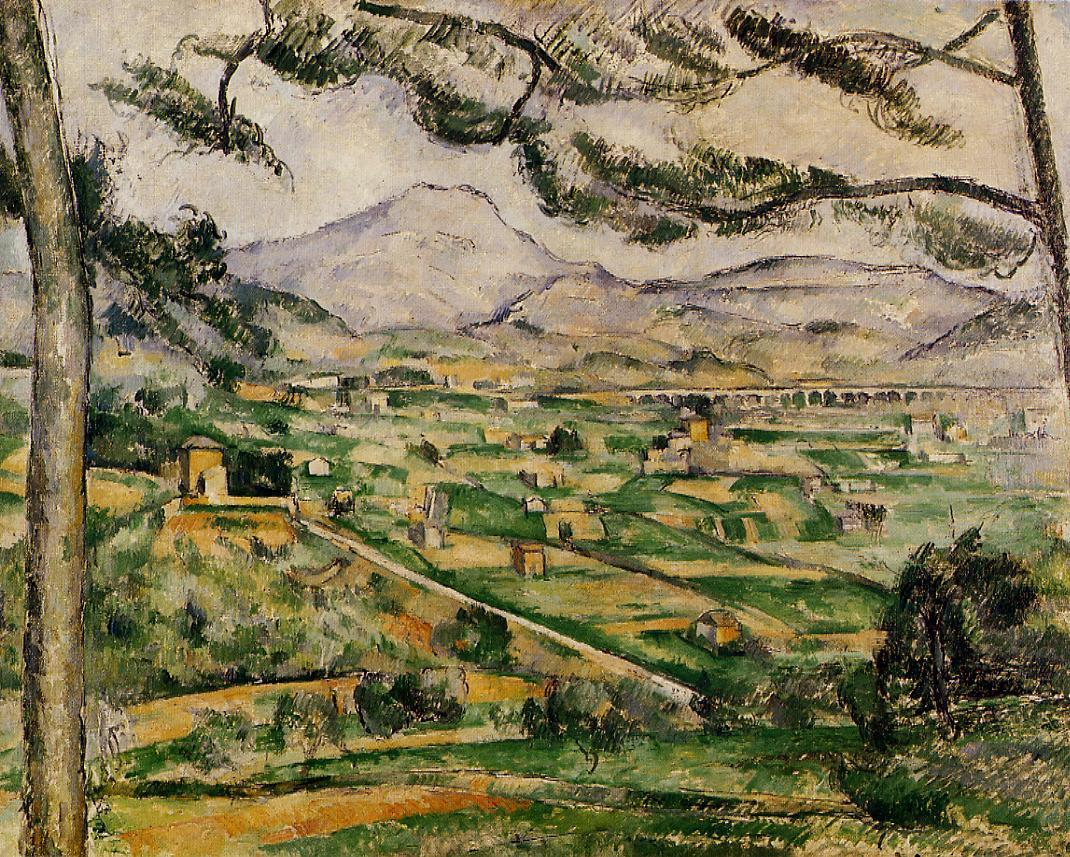
Paul Cézanne, Góra Sainte-Victoire z wielką sosną, 1886-1887
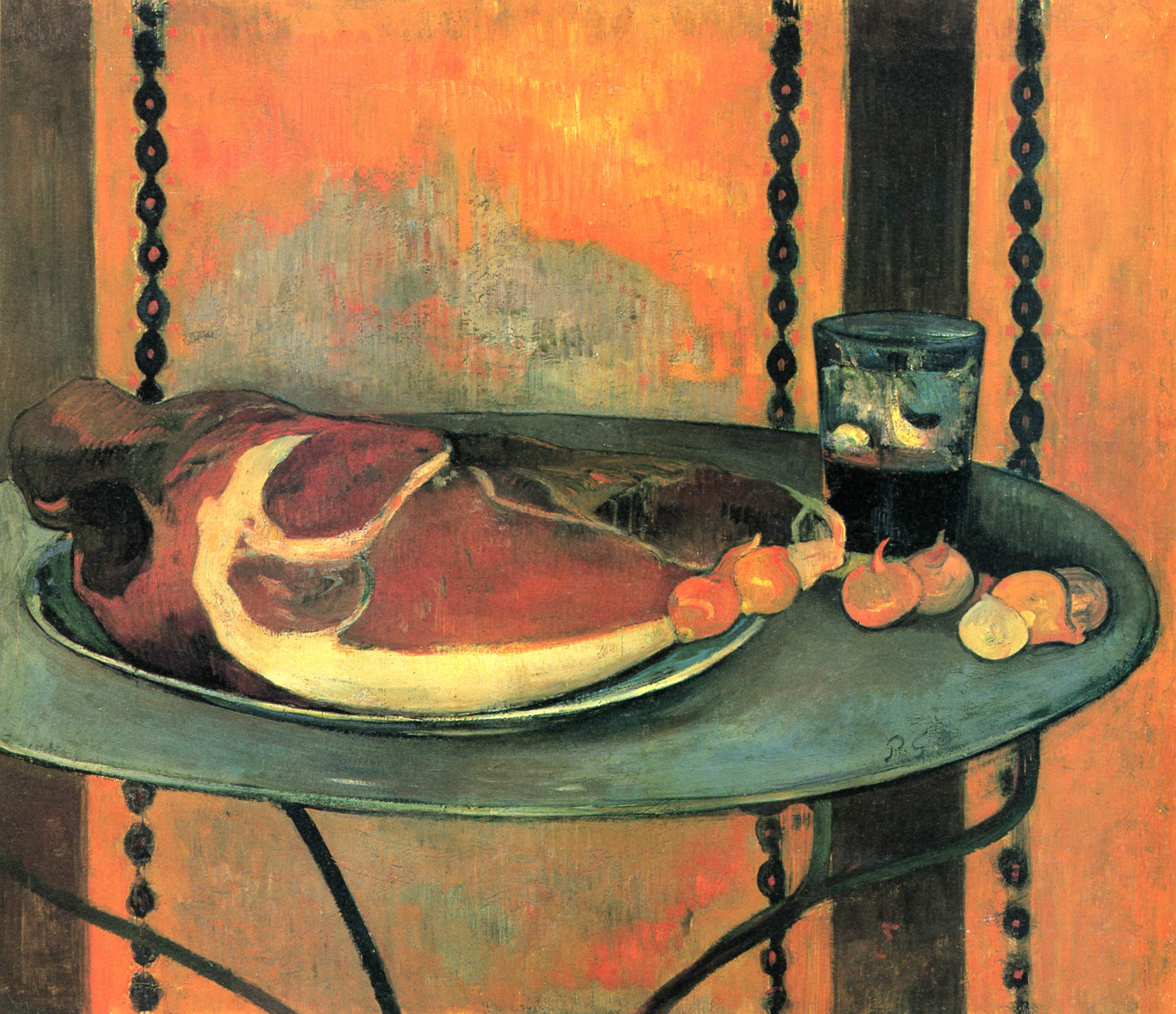
Paul Gauguin, Szynka, 1889
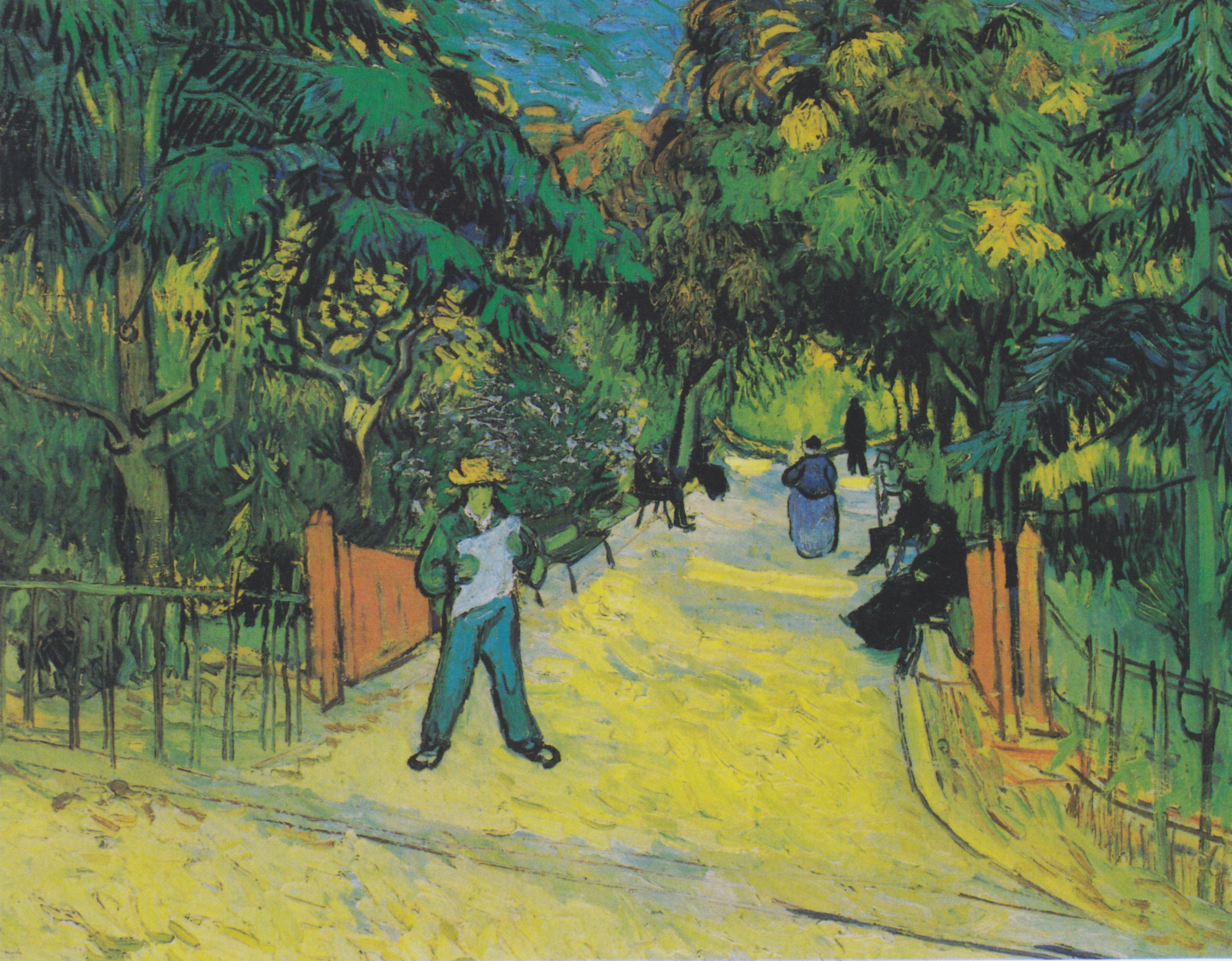
Vincent van Gogh, Wejście do parku publicznego w Arles, 1888
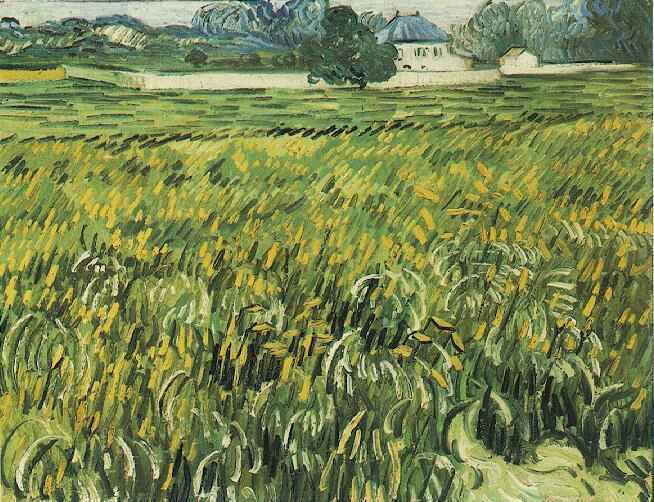
Vincent van Gogh, Pole pszenicy z białym domem w Auvers, 1890
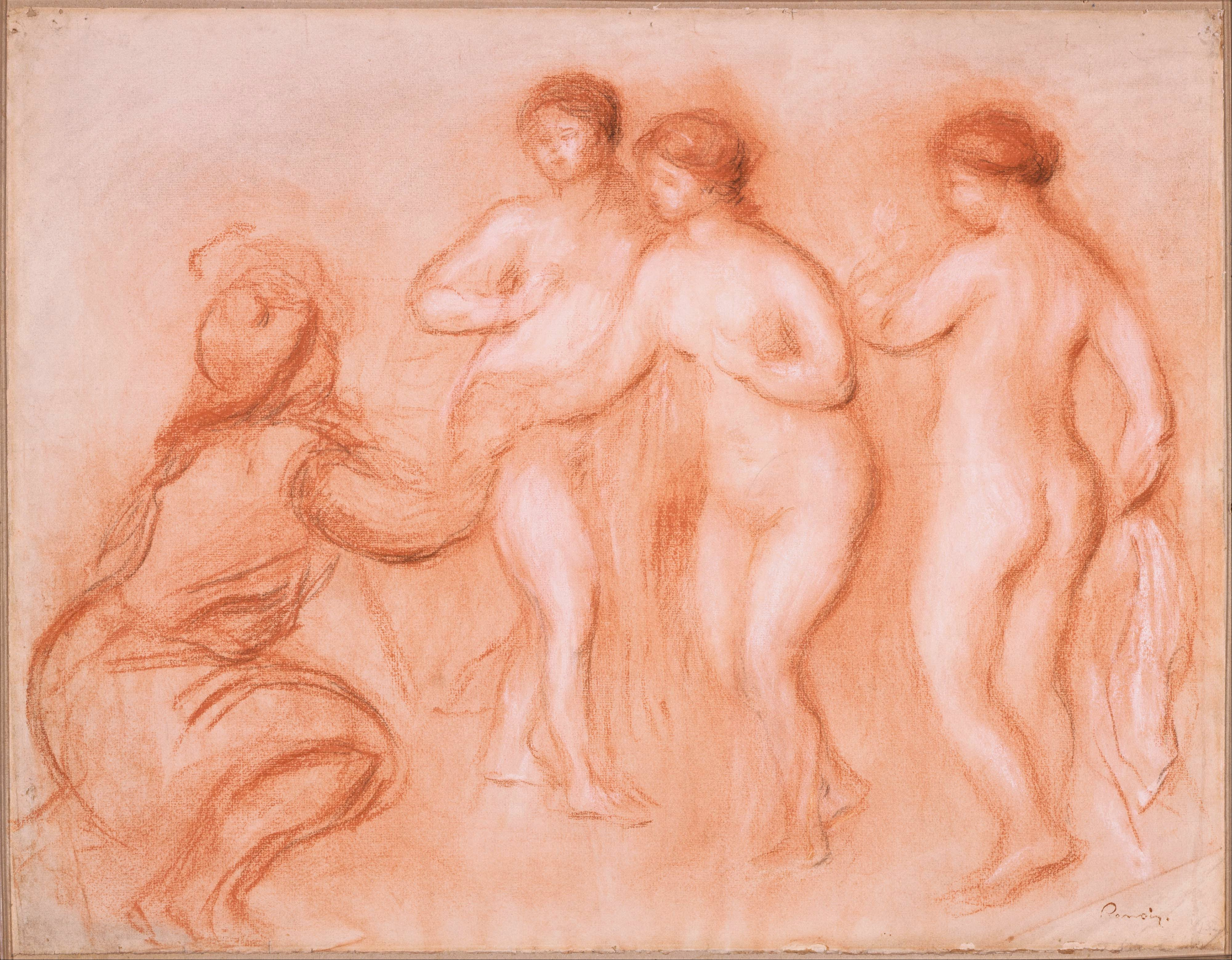
Auguste Renoir, Sąd Parysa (rysunek), ok. 1908
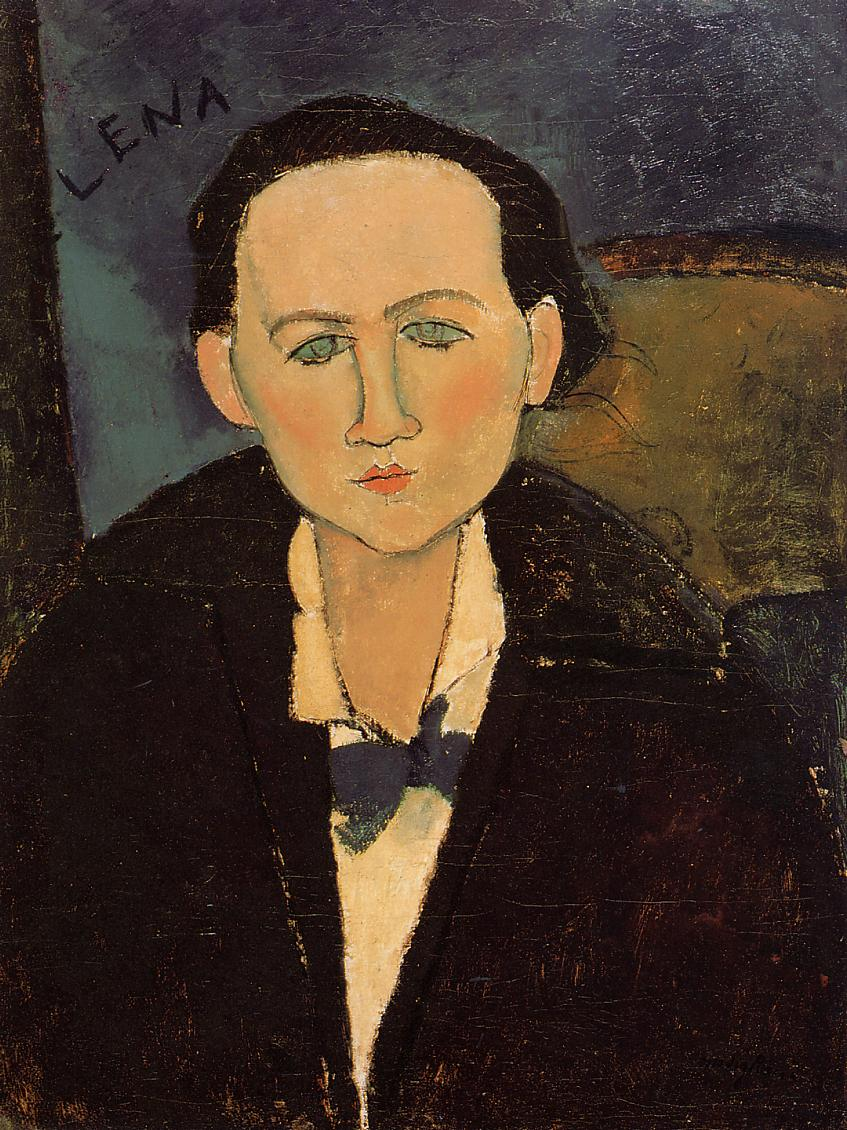
Amedeo Modigliani, Portret Eleny Pavlowski, 1917

### Malarstwo amerykańskie
Zgromadzone w Phillips Collection dzieła malarstwa amerykańskiego obejmują 150 lat jego historii odzwierciedlając osobiste zainteresowania założyciela kolekcji i jego entuzjazm dla amerykańskich artystów, których wielu poznał on osobiście i których prace kolekcjonował.

#### Rothko Room
W kameralnej galerii Rothko Room znajdują się cztery płótna abstrakcyjnego ekspresjonisty Marka Rothko: 
- Zielony i bordo (Green and Maroon, 1953), zakupiony i wystawiony w 1957
- Zielony i mandarynkowy na czerwonym (Green and Tangerine on Red, 1956), zakupiony w 1960
- Pomarańczowy i czerwony na czerwonym (Orange and Red on Red, 1957), zakupiony w 1960
- Brunatnożółty i czerwony na czerwonym (Ochre and Red on Red, 1954), zakupiony w 1964.

Uzasadniając swoją fascynację tymi obrazami Duncan Phillips wskazywał emocje, jakie wywołuje w nim obecna na płótnach Rothko gra barw, światła i cienia i ich wzajemne oddziaływanie. W 1960, kiedy projektował sąsiedni budynek, aby móc pomieścić w nim powiększające się zbiory, przeznaczył specjalny pokój dla obrazów Rothko, czyniąc w ten sposób z Phillips Collection pierwsze w Ameryce muzeum, które poświęciło pomieszczenie dla ekspozycji prac tego artysty. Pokój był mały, pomyślany od początku jako przestrzeń do medytacji; na każdej jego ścianie wisiał jeden obraz, skąpe oświetlenie miało podkreślać kontrakcje barw, a wstawione do pomieszczenia krzesła służyć miały do długotrwałej kontemplacji dzieł. Tak zaprojektowany Rothko Room stał się przykładem do prezentacji prac tego artysty w innych miejscach i choć w 2006 został przeniesiony, pozostał zasadniczo niezmieniony co do skali i charakteru i nadal cieszy się zainteresowaniem zwiedzających.

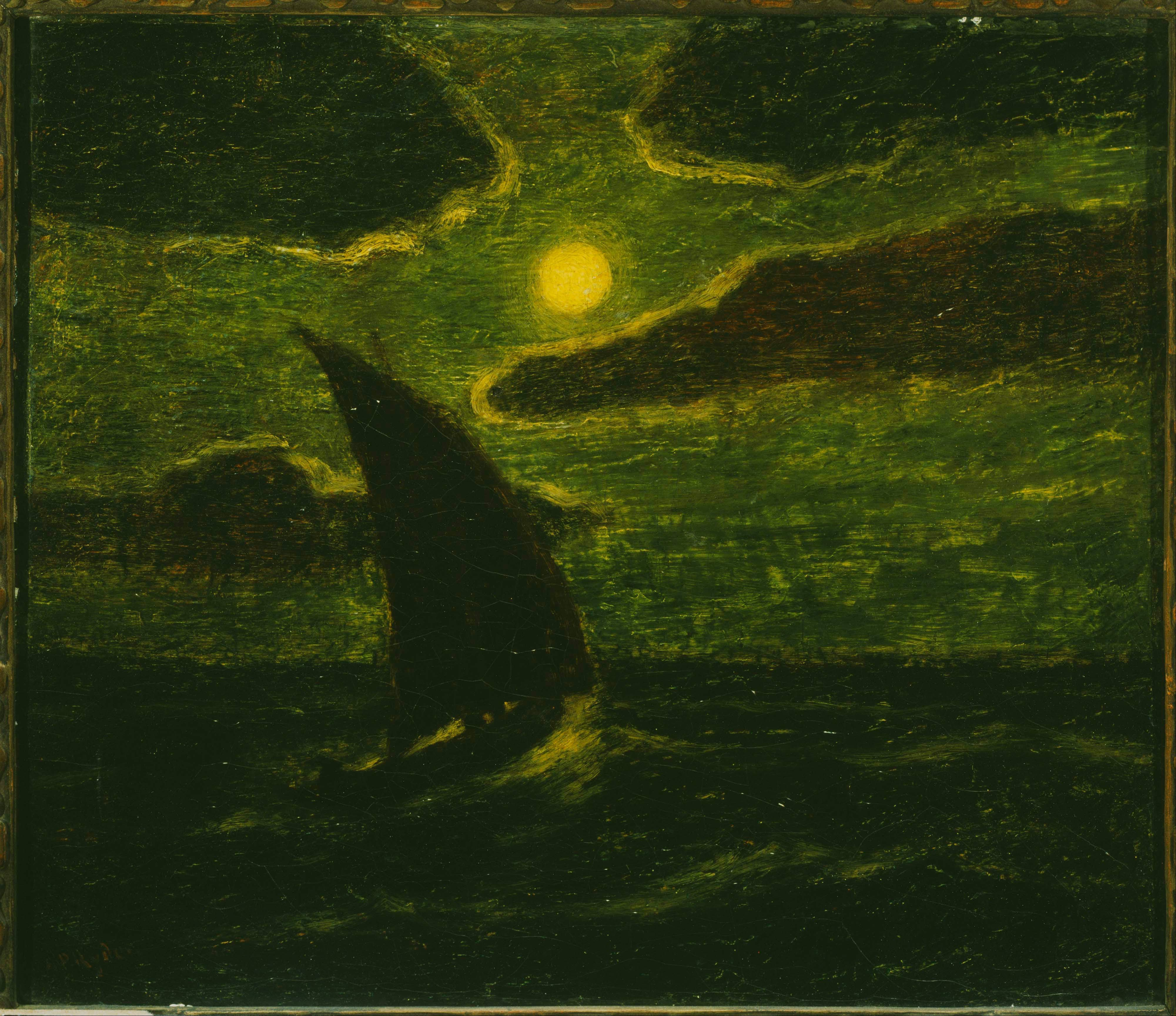
Albert Pinkham Ryder, Żeglowanie przy świetle księżyca, rok nieznany
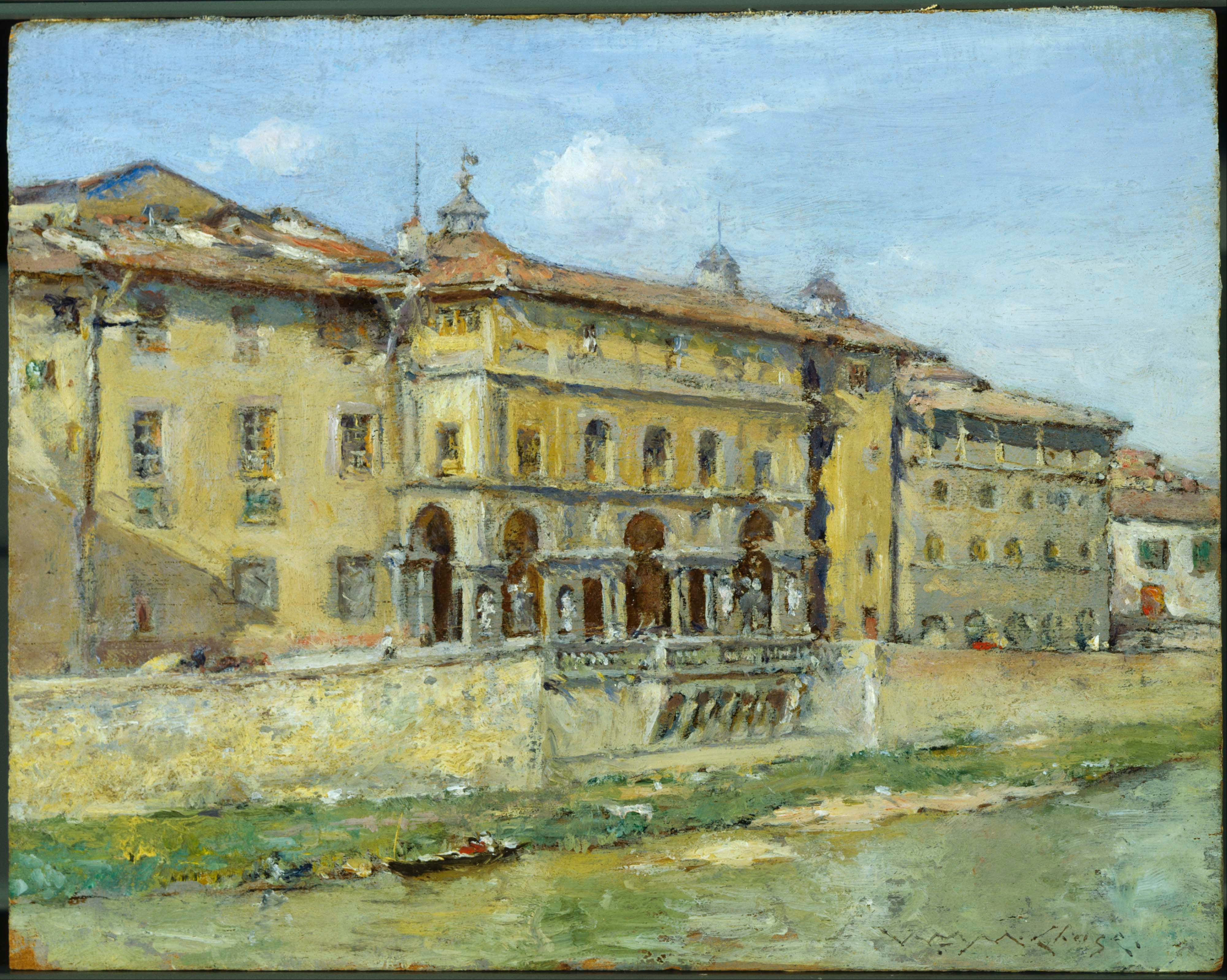
William Merritt Chase, Florencja, 1907
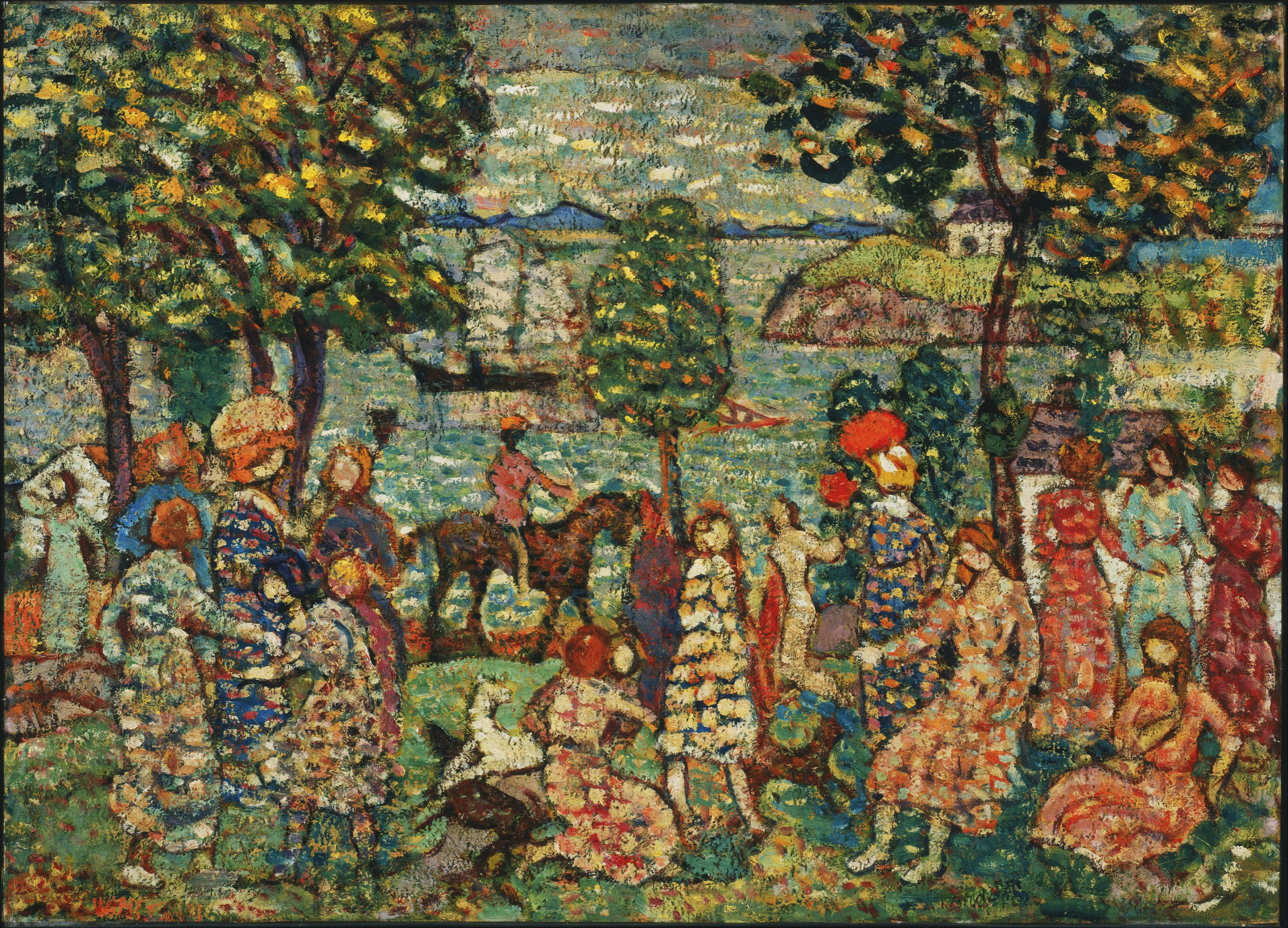
Maurice Brazil Prendergast, Fantazja, 1917–1918
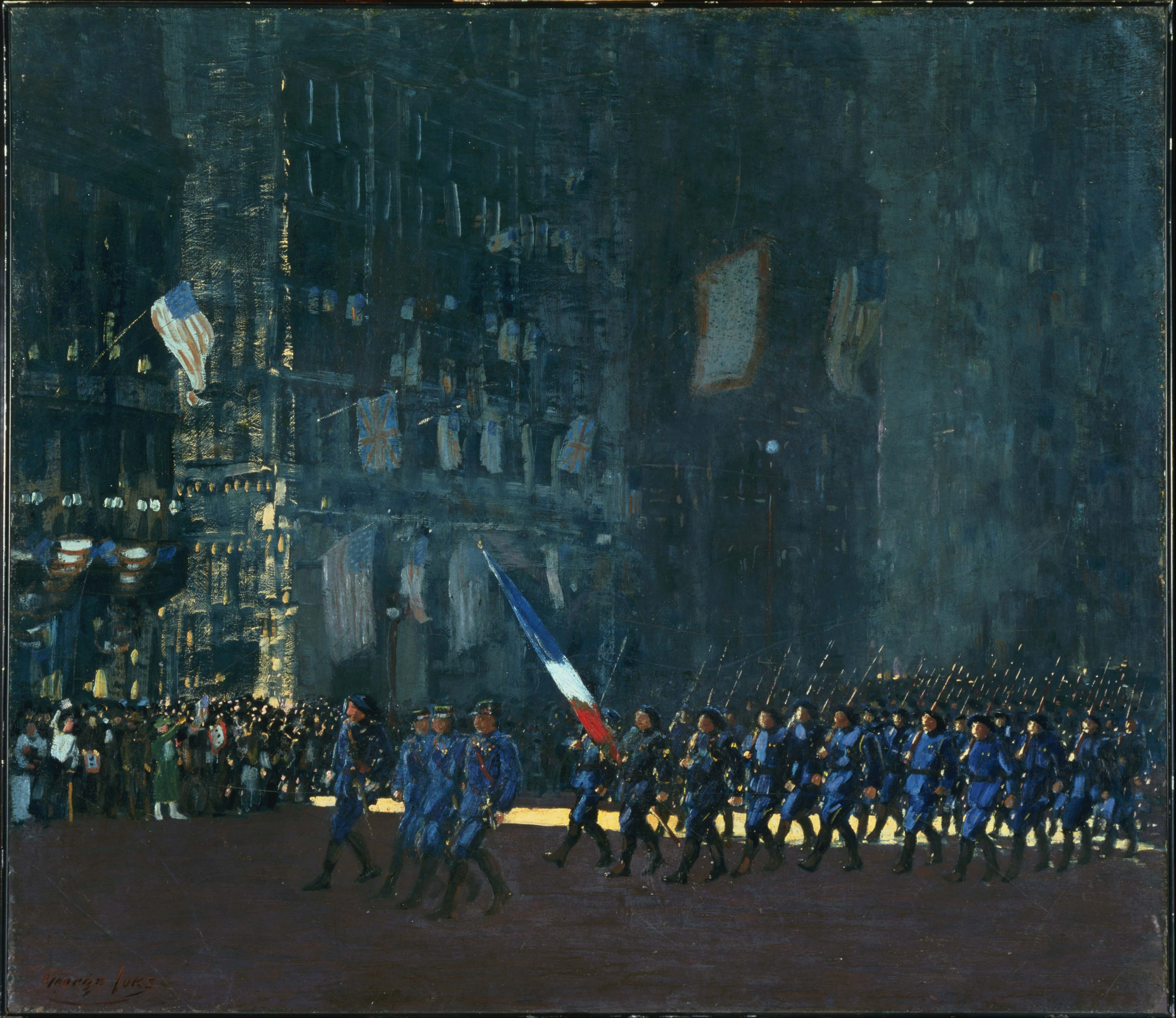
George Luks, Błękitne Diabły w Piątej Alei, 1918